# Franz von Spiegelfeld
Franz Xaver Matz Freiherr von Spiegelfeld (* 10. Mai 1802 in Triest; † 20. Oktober 1885 in Volders, Tirol) war Landespräsident von Salzburg und Statthalter von Oberösterreich.

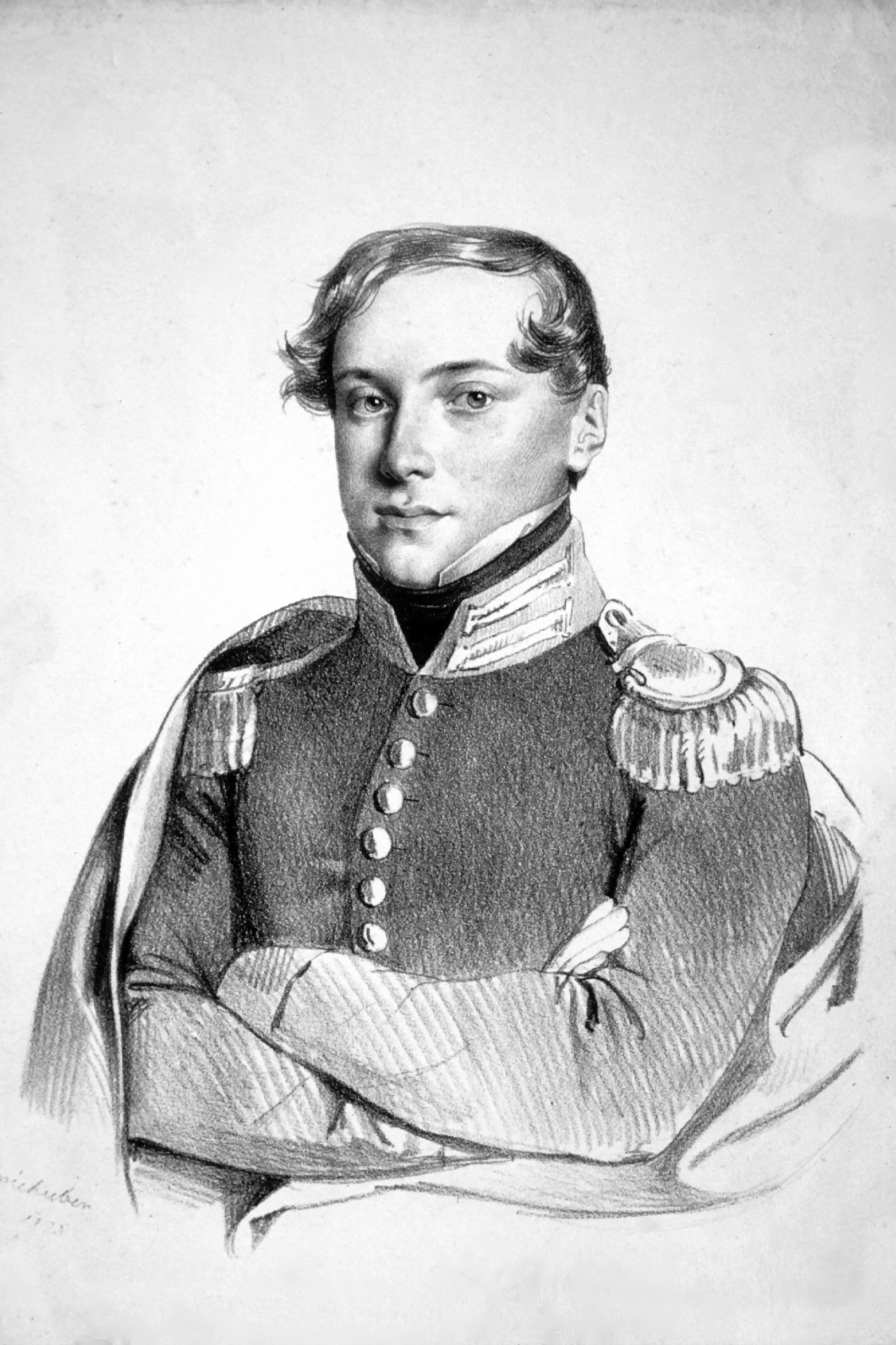
Franz von Spiegelfeld als Zögling des Theresianums (Josef Kriehuber, 1829)

## Leben
Spiegelfeld stammte aus einer Beamtenfamilie, sein Vater war Gubernialpräsident. Spiegelfeld besuchte, gemeinsam mit seinem Bruder Johann Deodat (1805–1876), in den Jahren 1817 bis 1825 die Theresianische Akademie und schlug anschließend, wie sein Vater die Beamtenlaufbahn ein. Er begann als Concepts-Kandidat bei der niederösterreichischen Landesregierung, wechselte 1830 ans Gubernium nach Innsbruck, wurde kaiserlicher Kämmerer, wirklicher Geheimrat und diente als Hofrat bei der kaiserlichen Statthalterei für Tirol und Vorarlberg.
Von 1861 bis 1863 amtierte Spiegelfeld als Landespräsident des Kronlandes Salzburg. 1863 verlieh ihm die Stadt Salzburg die Ehrenbürgerschaft.
Vom 28. April 1863 bis zum 8. Jänner 1867 war er anschließend Statthalter von Österreich ob der Enns. Beim Regierungsantritt war er mit fast 62 Jahren schon pensionsreif.
1855 heiratete Spiegelfeld in zweiter Ehe Maria Gräfin von Bussy-Mignot (1831–1902) und bekam mit ihr vier Kinder. Auch sein Sohn, Markus von Spiegelfeld, der 1906/07 bis 1913 Tirol regierte, wurde kaiserlicher Statthalter. Die Söhne Markus, Karl und Heinrich wurden später in den Grafenstand erhoben.